# Giuseppe Cardinali
Giuseppe Cardinali (Roma, 6 agosto 1879 – Roma, 22 gennaio 1955) è stato uno storico e politico italiano.

## Biografia e carriera
Nato da Marianna Ricci e Fortunato Cardinali, si laureò in lettere nel giugno del 1901 all'Università di Roma, allievo di Ettore De Ruggiero, di Federico Halbherr e di Karl Julius Beloch. Acquisita la libera docenza nel 1905, nel 1906 pubblicò Il regno di Pergamo, una ricerca, basata sulle fonti antiquarie, sulle istituzioni della monarchia attalide, che gli fece guadagnare nel 1907 la cattedra straordinaria di storia antica nell'Università di Genova.
Il saggio La morte di Attalo III e la rivolta di Aristonico, del 1910, lo rese professore ordinario nel 1911, e subito dopo gli Studi graccani ottenne, nell'ottobre del 1912, il trasferimento all'Università di Bologna. Del 1913 sono  Le ripercussioni dell'imperialismo sulla vita interna di Roma, che costituiscono sostanzialmente l'ultimo contributo scientifico del Cardinali.
Succeduto infatti nel 1919 al De Ruggiero alla cattedra di epigrafia e antichità romane, accumulò una grande quantità di incarichi: fu preside della Facoltà di lettere e filosofia e membro del Consiglio di amministrazione dell'Università di Roma, pro-rettore, commissario straordinario dell'Istituto superiore di Magistero, membro del Consiglio direttivo dell'Istituto italiano di archeologia e storia dell'arte, membro dell'Istituto italiano per la storia antica, socio dell'Accademia d'Italia dal 1932, fino a essere chiamato al Senato dal ministro Bottai, dove fu tra i commissari dell'educazione nazionale e della cultura popolare fino all'agosto del 1943.
Figura rappresentativa della cultura del regime, fu deferito il 7 agosto 1944 all'Alta Corte di Giustizia per le sanzioni contro i senatori «responsabili di aver mantenuto il fascismo e resa possibile la guerra sia coi loro voti, sia con azioni individuali, tra cui la propaganda esercitata fuori e dentro il Senato», ed estromesso dal Senato. Nel dopoguerra riottenne l'ingresso all'Accademia dei Lincei e fu ancora rettore dell'Università romana dal 1948 al 1953, e in tale veste «tollerò che squadracce fasciste sistematicamente disturbassero le lezioni dell'ex fuoruscito Umberto Calosso, mentre il presidente della Repubblica Luigi Einaudi attestava al perseguitato la sua solidarietà e la sua stima».

## Opere
- Il regno di Pergamo. Ricerche di storia e di diritto pubblico, Roma, Ermanno Loescher & C.º, 1906.
- La morte di Attalo III e la rivolta di Aristonico, 1910
- Studi graccani, 1912
- Le ripercussioni dell'imperialismo sulla vita interna di Roma, 1913